# Hnúšťa
Hnúšťa (deutsch selten Nusten, ungarisch Nyustya) ist eine Stadt im Banskobystrický kraj im Süden der Slowakei.
Der Ort besteht aus den 5 Teilen:
- Brádno (1971 eingemeindet)
- Hačava (1971 eingemeindet)
- Hnúšťa
- Likier
- Polom (1971 eingemeindet)

## Geschichte

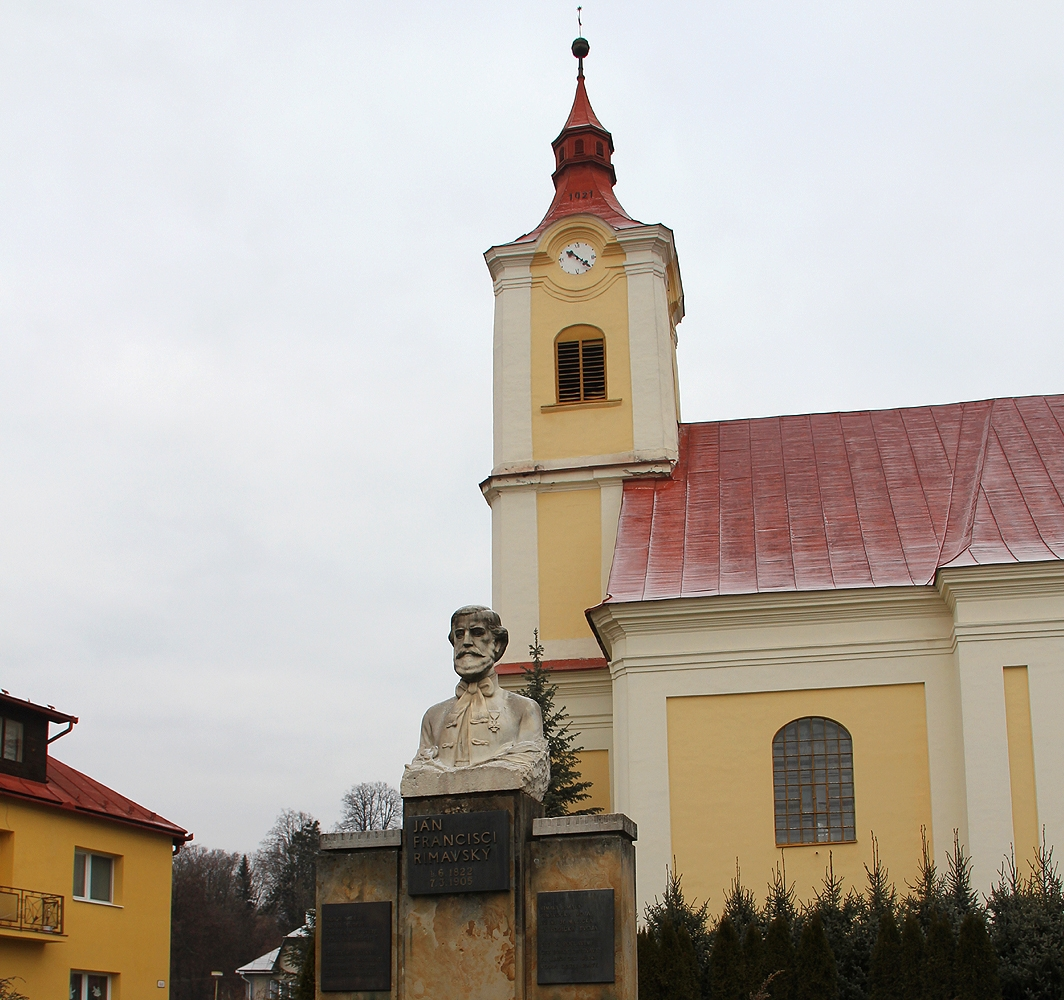
Kirche und Denkmal von Ján Francisci-Rimavský

Der Ort wurde 1334 zum ersten Mal schriftlich erwähnt, gehörte bis 1918 im Komitat Gemer und Kleinhont zum Königreich Ungarn und kam dann zur neu entstandenen Tschechoslowakei.
Von 1960 bis 1971 war er mit dem Nachbarort Likier zur Gemeinde Hnúšťa-Likier zusammengeschlossen. Im Jahr des Zusammenschlusses wurde auch das Stadtrecht verliehen.

## Bevölkerung
| Jahr:                | 1994. | 2004.   | 2014.   | 2024.    |
| -------------------- | ----- | ------- | ------- | -------- |
| Anzahl der Personen: | 7455  | 7558    | 7676    | 6436     |
| Unterschied:         |       | +1,38 % | +1,56 % | -16,15 % |

| Jahr:                | 2023. | 2024.   |
| -------------------- | ----- | ------- |
| Anzahl der Personen: | 6504  | 6436    |
| Unterschied:         |       | -1,04 % |

## Söhne und Töchter der Stadt
- Ján Francisci-Rimavský (1822–1905), slowakischer Dichter und Politiker